# Kraisslite
La kraisslite è un minerale.